# Albert Vallvé i Navarro
Albert Vallvé i Navarro   (Tarragona, 2 de desembre de 1945 - Tarragona, 7 de març de 2021) fou un advocat i polític català, senador en la V Legislatura.
Llicenciat en dret, era advocat del Col·legi d'Advocats de Tarragona i agent de la propietat immobiliària. Va ser fundador del despatx Vallvé-Huber i vicecònsol Honorari a Tarragona del Brasil. Militant d'Unió Democràtica de Catalunya, en fou president del comitè intercomarcal de Tarragona.
A les eleccions generals espanyoles de 1993 fou escollit senador per la província de Tarragona per CiU. Fou portaveu de les Comissions de Justícia, Cultura-Recerca i vicepresident de la Comissió Especial de Joventut al Senat. El 1999 fou nomenat vicepresident de la Diputació de Tarragona i tinent d'alcalde de cultura de l'ajuntament de Tarragona.
Durant més de trenta anys representà el personatge del Magí de les Timbales al seguici festiu de Tarragona. També era casteller dels Xiquets de Tarragona i membre de la Congregació de la Puríssima Sang.